# 北谷公園野球場
北谷公園野球場（ちゃたんこうえん・やきゅうじょう）は、沖縄県中頭郡北谷町美浜の北谷町運動公園内にある野球場。施設は北谷町が所有し、一般財団法人北谷地域振興センターが運営管理を行っている。
施設命名権により、2020年3月1日から「Agreスタジアム北谷（アグレスタジアムちゃたん）」の呼称を用いる（後述）。

## 歴史
1995年開場。以来、高校野球などアマチュア野球公式戦が行われている。またプロ野球 (NPB) ・中日ドラゴンズの春季キャンプ地として利用されており、野球場ではキャンプ終盤にはオープン戦も1-2試合開催される。球場に隣接して、陸上競技場、ソフトボール場や室内練習場、サブグラウンド、10人が同時に練習できる投球練習場（ブルペン）などがある。

## 施設概要
- 両翼：98m、中堅：122m
- 内野：クレー舗装（黒土）、外野：天然芝
- 照明設備：なし
- スコアボード：電光掲示板
2014年11月着工・2015年2月竣工。映像の取り込みが可能なLED方式を採用[2]。
2014年まではパネル式。スコアボードにはヒットとエラー数を表示する部分もあるがめったに使用されなかった[3]。
- 収容人数：11,000人

## 命名権
2020年2月12日、那覇市に本社を置く求人おきなわが命名権を取得し、2020年3月1日から5年間の契約（年額600万円）で、「Agreスタジアム北谷」の呼称を使用している。その後、命名権契約は2028年3月31日まで延長されている（年額550万円）。

## 中日ドラゴンズ・春季キャンプ
- 1996年から中日ドラゴンズが、中日ドラゴンズ北谷協力会のサポートを受け、主に1軍春季キャンプ地（1997年は2次キャンプ地）として北谷球場をはじめとした北谷公園内の施設を利用している。
- キャンプシーズンになると、北谷町飲食業組合（地元・北谷町内の飲食業界団体）が運営協力する『竜ちゃん食堂』が臨時開設され、報道陣や球団関係者に、日替わり定食や沖縄そばなどを提供している。日によっては、一般ファンも利用できる場合がある。観客に対しては球場前広場に屋台バスが数台ならび、ピッツァやハンバーガー、ロコモコなどを販売している。中日ドラゴンズ公式グッズの売店もあり、これらはキャンプシーズン限定の施設である。
- 毎年2月の終盤から開催されるオープン戦では、中日ドラゴンズの主催試合が2試合開催されている。なおここ数年は、オープン戦初戦に組まれることが多い。中継は東海テレビ（2008年はJ SPORTS STADIUMと地上波同時生中継が行われた）で放送されている。2007年はCBCラジオでも生中継された。
- 2013年から2016年までは当球場で行われている春季キャンプの模様をUSTREAMドラゴンズTVで完全無料中継していた。同時刻に複数の場所で練習をする場合などは、昼休憩などの時間帯にVTRとして流していた。概ね、キャンプイン初日と打ち上げ日以外は午前10時から午後4時前後までの生配信だが、当球場で練習試合・オープン戦が行われる日は、試合時間に合わせて配信時間が変更された。2017年は、USTREAMからスポナビライブに変更される事で有料になるほか（初日の2月1日のみ無料）、球団公式Facebookアカウントを通じて午前中のみライブ配信される。2018年以降は、球団公式Facebook、球団公式Twitterアカウントを通じて無料でライブ配信されている。Facebookでの配信時間は、概ねUSTREAMドラゴンズTV時代と同じである。2015年から北谷球場で行われる春季キャンプの様子を連日生中継する（野球好き中日キャンプin北谷）がJ SPORTS 2で放送されている。

## ギャラリー

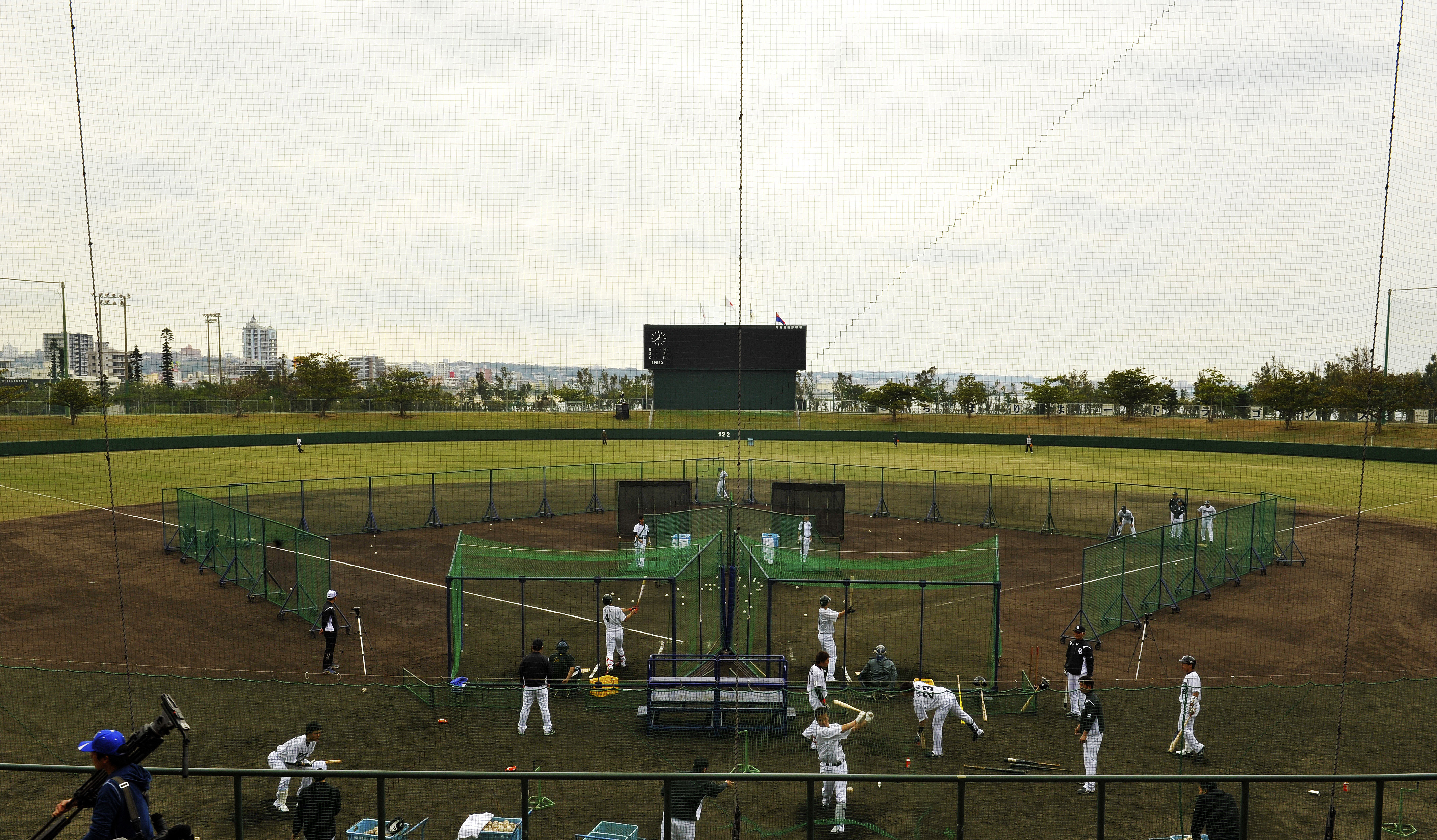
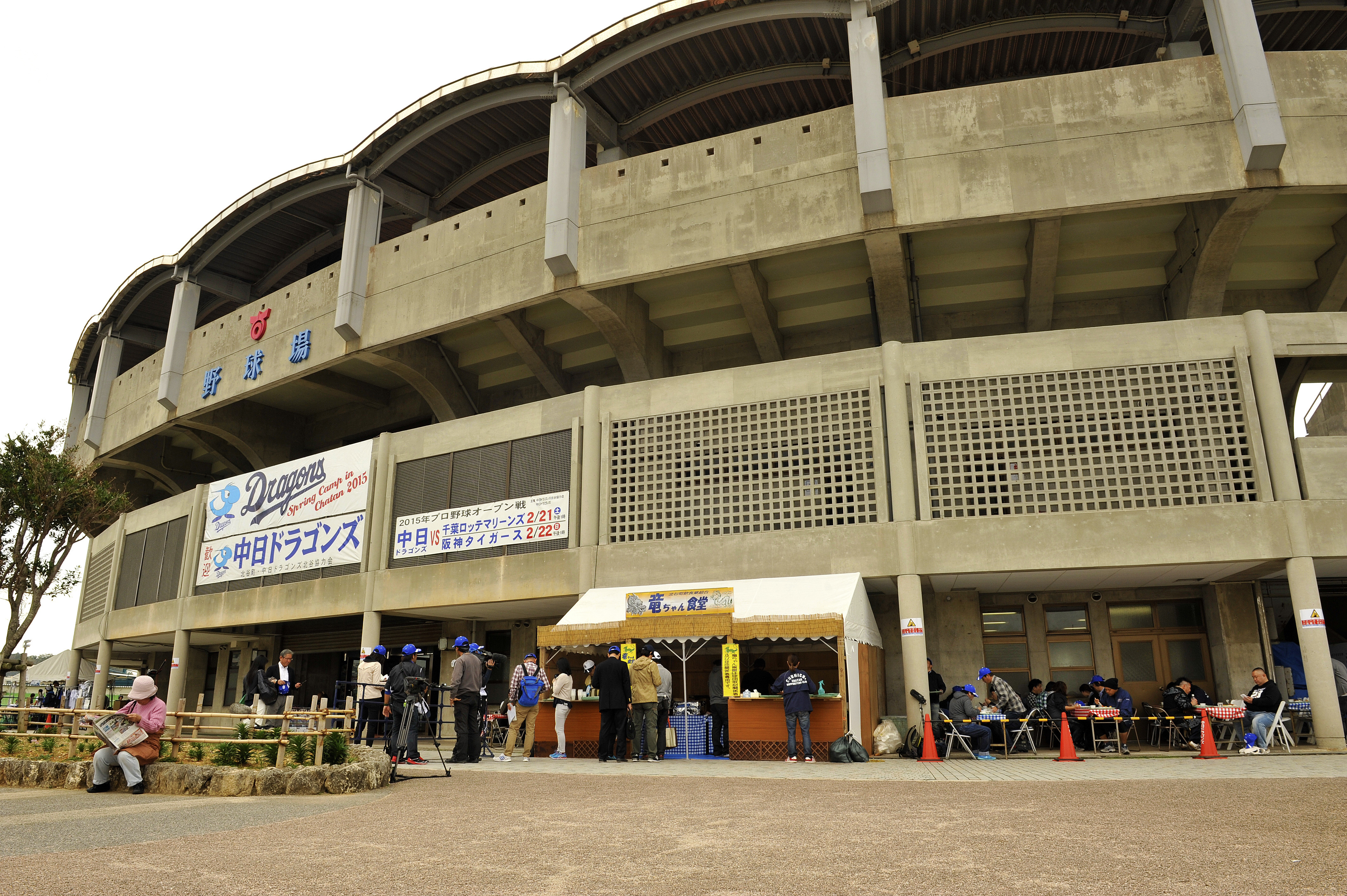

## 交通
- 那覇市より車で約40分（無料駐車場完備）
- 最寄バス停：北谷運動公園野球場(町内巡回バス)。美浜アメリカンビレッジ南口:系統62番(参考：バスマップ沖縄）